# Kibara sudestensis
Kibara sudestensis är en tvåhjärtbladig växtart som beskrevs av W.R. Philipson. Kibara sudestensis ingår i släktet Kibara och familjen Monimiaceae. Inga underarter finns listade i Catalogue of Life.